# Sevastopol
Sevastopol (ukrainsk: Севастополь tr. Sevastopol tidligere kendt som Sebastopol, krimtatarisk: Aqyar) er en havneby på Krimhalvøen, som de jure hører under Ukraine men er de facto under Russisk kontrol. Byen, der ligger ved Sortehavets kyst, har 485.386 (2022) indbyggere. I 2021 var der 509.992 indbyggere. Tidligere var byen base for Sovjetunionens sortehavsflåde, og indtil marts 2014 var den en delt flådebase for den ukrainske og russiske flåde.
Byens unikke geografiske placering gør Sevastopol til en strategisk vigtig flådehavn. Den er også et populært turistmål primært i de tidligere sovjetlande.
Handel og værftsindustri er blevet udbygget siden Sovjetunionens fald på trods af de besværligheder, der opstår på grund af den delte militære brug af havnen.
Sevastopol er også et vigtigt center for marinbiologiske studier.
Sevastopol blev udråbt som helteby under 2. verdenskrig.

## Invasion, folkeafstemning og russisk anneksion
28. februar 2014 invaderede anonyme russiske militærkøretøjer Krim-halvøen. Den 6. marts 2014 erklærede Sevastopol sig ensidigt uafhængigt af Ukraine som reaktion på den ukrainske revolution og udtrykte ønske om at slutte sig til Den Russiske Føderation som en føderalenhed. Den 11. marts fremsatte byrådet og Statsrådet for Krim en fælles udtalelse om samarbejde frem til en folkeafstemning om oprettelse af en uafhængig stat, der skulle ansøge om forening med Rusland.
Den 16. marts afholdtes folkeafstemningen på Krim om at forlade Ukraine og søge om optagelse i Den Russiske Føderation. Et flertal på 95,6% stemte for at blive en del af Den Russiske Føderation. Folkeafstemningen resulterede i etableringen af den kortlivede republik Krim, der bestod af både Sevastapol og Krim.
Folkeafstemningen er ikke blevet bredt internationalt anerkendt, ligesom der er rejst tvivl om nøjagtigheden af resultatet. FN's generalforsamling har fordømt afstemningen og anneksionen.
Den 18. marts 2014 blev traktaten om optagelse af Republikken Krim og Sevastopol i Rusland indgået med følgende indhold:
- Den tidligere Autonome Republik Krim bliver optaget som Republikken Krim som en føderal enhed i den Russiske Føderation.
- Sevastopol, der havde været en by med særlig status i Ukraine bliver optaget som føderal by i Rusland.

Den nye status er ikke anerkendt af det internationale samfund. Internationalt betragtes Krim stadig som en del af Ukraine.

## Venskabsby
- Sankt Petersborg, Rusland, siden 2000.[7]
- Petropavlovsk-Kamtjatskij, Rusland, siden 2009.[8]